# Hipotalamusno-hipofizno-tiroidna osovina
Hipotalamusno-hipofizno-tiroidna osovina (HPT osa, tiroidna homeostaza, kontrola tirotropne povratne sprege) je deo endokrinog sistema odgovoran za regulaciju metabolizma. Kao što proizilazi iz njenog imena, ona je zavisna od hipotalamusa, hipofize, i tiroidne žlezde.
Hipotalamus detektuje niske nivoe tiroidnih hormona u cirkulaciji (T3 i T4) i u odgovoru na to otpušta tireooslobađajući hormon (TRH). TRH stimuliše hipofizu da proizvede tireostimulišući hormon (TSH). TSH zatim stimuliše štitastu žlezdu da formira tiroidne hormone dok se nivoi u krvi ne vrate na normalu. Tiroidni hormoni vrše negativnu kontrolu na hipotalamus, kao i na anteriornu hipofizu, čime se kontroliše otpuštanje TRH iz hipotalamusa i TSH iz hipofize.

## Literatura
- J. W. Dietrich; A. Tesche; C. R. Pickardt; U. Mitzdorf (2004). „Thyrotropic Feedback Control: Evidence for an Additional Ultrashort Feedback Loop from Fractal Analysis”. Cybernetics and Systems. 35S (4): 315—331. doi:10.1080/01969720490443354.
- Gauna, C.; Den Berghe, G. H. van; Der Lely, A. J. van (2005). „Pituitary Function During Severe and Life-threatening Illnesses”. Pituitary. 8 (3–4): 213—217. PMID 16508715. doi:10.1007/s11102-006-6043-3.